# Aso Nanggro
Aso Nanggro is een bestuurslaag in het regentschap Aceh Barat Daya van de provincie Atjeh, Indonesië. Aso Nanggro telt 263 inwoners (volkstelling 2010).